# Dicerura rossica
Dicerura rossica är en tvåvingeart som först beskrevs av Boris Mamaev 1960.  Dicerura rossica ingår i släktet Dicerura och familjen gallmyggor. Inga underarter finns listade i Catalogue of Life.